# Motocyklowe Grand Prix Walencji 2001
Motocyklowe Grand Prix Walencji 2001 – dwunasta eliminacja Motocyklowych Mistrzostw Świata, rozegrana 21 – 23 września 2001 na torze Circuit de Catalunya w Barcelonie.